# Basse-Ham
Basse-Ham (fràncic lorenès Nidder-Ham) és un municipi francès situat al departament del Mosel·la i a la regió del Gran Est. L'any 2007 tenia 2.127 habitants.

## Demografia

### Població
El 2007 la població de fet de Basse-Ham era de 2.127 persones. Hi havia 779 famílies, de les quals 145 eren unipersonals (41 homes vivint sols i 104 dones vivint soles), 273 parelles sense fills, 307 parelles amb fills i 54 famílies monoparentals amb fills.
La població ha evolucionat segons el següent gràfic:
Habitants censats

### Habitatges
El 2007 hi havia 825 habitatges, 795 eren l'habitatge principal de la família, 3 eren segones residències i 27 estaven desocupats. 703 eren cases i 122 eren apartaments. Dels 795 habitatges principals, 660 estaven ocupats pels seus propietaris, 124 estaven llogats i ocupats pels llogaters i 10 estaven cedits a títol gratuït; 11 tenien dues cambres, 66 en tenien tres, 155 en tenien quatre i 561 en tenien cinc o més. 723 habitatges disposaven pel capbaix d'una plaça de pàrquing. A 297 habitatges hi havia un automòbil i a 426 n'hi havia dos o més.

### Piràmide de població
La piràmide de població per edats i sexe el 2009 era:
| Homes | Edats   | Dones |
| ----- | ------- | ----- |
| 0     | 95 o +  | 0     |
| 4     | 90 a 94 | 4     |
| 0     | 85 a 89 | 12    |
| 4     | 80 a 84 | 4     |
| 24    | 75 a 79 | 44    |
| 76    | 70 a 74 | 44    |
| 52    | 65 a 69 | 56    |
| 64    | 60 a 64 | 80    |
| 44    | 55 a 59 | 36    |
| 60    | 50 a 54 | 80    |
| 92    | 45 a 49 | 64    |
| 84    | 40 a 44 | 56    |
| 76    | 35 a 39 | 96    |
| 60    | 30 a 34 | 84    |
| 44    | 25 a 29 | 28    |
| 28    | 20 a 24 | 28    |
| 56    | 15 a 19 | 36    |
| 80    | 10 a 14 | 56    |
| 80    | 5 a 9   | 48    |
| 40    | 0 a 4   | 56    |

## Economia
El 2007 la població en edat de treballar era de 1.340 persones, 979 eren actives i 361 eren inactives. De les 979 persones actives 908 estaven ocupades (496 homes i 412 dones) i 70 estaven aturades (35 homes i 35 dones). De les 361 persones inactives 104 estaven jubilades, 128 estaven estudiant i 129 estaven classificades com a «altres inactius».

### Ingressos
El 2009 a Basse-Ham hi havia 832 unitats fiscals que integraven 2.210 persones, la mediana anual d'ingressos fiscals per persona era de 19.600 €.

### Activitats econòmiques
Dels 87 establiments que hi havia el 2007, 2 eren d'empreses extractives, 2 d'empreses alimentàries, 3 d'empreses de fabricació de material elèctric, 1 d'una empresa de fabricació d'elements pel transport, 8 d'empreses de fabricació d'altres productes industrials, 25 d'empreses de construcció, 15 d'empreses de comerç i reparació d'automòbils, 3 d'empreses de transport, 2 d'empreses d'informació i comunicació, 6 d'empreses financeres, 2 d'empreses immobiliàries, 10 d'empreses de serveis, 6 d'entitats de l'administració pública i 2 d'empreses classificades com a «altres activitats de serveis».
Dels 27 establiments de servei als particulars que hi havia el 2009, 1 era una oficina bancària, 3 tallers de reparació d'automòbils i de material agrícola, 3 paletes, 6 guixaires pintors, 8 fusteries, 3 lampisteries, 1 electricista i 2 perruqueries.
Dels 4 establiments comercials que hi havia el 2009, 1 era, 2 fleques i 1 una botiga de material de revestiment de parets i terra.
L'any 2000 a Basse-Ham hi havia 6 explotacions agrícoles.

## Equipaments sanitaris i escolars
L'únic equipament sanitari que hi havia el 2009 era una ambulància.
El 2009 hi havia 2 escoles maternals i 1 escola elemental.

## Poblacions més properes
El següent diagrama mostra les poblacions més properes.